# Déviation de la cloison nasale
La déviation de la cloison nasale est une déformation de la paroi intérieure du nez, vers la droite ou vers la gauche. Elle peut concerner le cartilage ou les os du nez, ou les deux à la fois. La cloison nasale est aussi appelé septum nasal.

## Cause
Les causes peuvent être :
- une malformation de naissance, ou apparaissant lors de la croissance
- un traumatisme du nez à la suite d'un impact ou d'un choc par exemple

## Signes et symptômes
Il peut survenir des difficultés respiratoire, une apnée du sommeil, des ronflements, des troubles du sommeil.
Une étude a établi un lien entre une mauvaise posture, particulièrement la cyphose et une obstruction nasopharyngée.
Il y a une relation entre l'obstruction nasale et les niveaux d'anxiété,,et de dépression,.

## Traitement
Suivant la gravité de la déviation, plusieurs traitements peuvent aider:
- la septoplastie, une opération chirurgicale visant à replacer la cloison nasale droite
- des écarteurs nasaux